# Лурье, Яков Моисеевич
Яков Моисеевич Лурье (10 октября 1869, Мозырь, Минская губерния — после 1923) — русский журналист, публицист и издатель, медик, пропагандист оздоровления с помощью кисломолочных продуктов (кумыса и кефира).

## Биография
Из семьи лесопромышленников. Работал зубным врачом. Почётный гражданин. В конце 1890-х годов открыл типографию «Труд и польза», в 1904 году — «Пастеровскую ферму» по производству кисломолочных продуктов и для лечения больных на их основе на Большой Подъяческой улице, № 22 и позже на Казначейской улице, дом № 3 и Казанской улице, дом № 21 (кумыс этой фирмы с 1908 года покупал писатель Лев Толстой).
Опубликовал ряд работ по профилактике заболеваний зубов и использованию кисломолочных продуктов в лечении и профилактике различных заболеваний, a также по вопросам производства кефира. Печатался в «Биржевых ведомостях», «Новом времени», «Луче», «Северном курьере». Редактор и издатель «Откликов жизни». Секретарь редакционной коллегии журнала «Весь мир», сотрудник книгоиздательства «Мир».
О нём упоминает в своих дневниках академик Российской академии наук М. М. Богословский, сохранилось письмо Я. М. Лурье к писателю Л. Н. Толстому от 9 (21) марта 1908 года; включён в Критико-биографический словарь русских писателей и учёных С. А. Венгерова.

## Публикации
- Я. М. Лурье. I. К вопросу о кумысе из коровьего молока и лечении кумысом; II. Отзывы профессоров гигиенистов и терапевтов о кумысе из коровьего молока / Я. М. Лурье. — Санкт-Петербург: Издание Пастеровской фермы, типо-литография В. В. Комарова, 1905. — 14 с.[17]
- Я. М. Лурье. I. К вопросу о бактериях молока и возможности обеззараживания кумыса и кефира; II. К вопросу о кумысе из коровьего молока и лечении кумысом; III. Отзывы профессоров гигиенистов и терапевтов о кумысе из коровьего молока (Сообщение, сделанное 28 марта 1905 г. в Комиссии питания Русского общества охранения народного здравия) / Я. М. Лурье. — Санкт-Петербург: Пастеровская ферма, 1905. — 53 с.
- Я. М. Лурье. Как легко вылечить болезни: С отзывами профессоров, врачей и больных / Я. М. Лурье. — Санкт-Петербург: Пастеровская ферма, 1908. — 32 с.
- Я. М. Лурье. Зубы и меры предупреждения порчи и болезней их / Я. М. Лурье. — Санкт-Петербург: типо-литография К. И. Лингард, 1910. — 16 с.
- Я. М. Лурье. Кумыс, кефир и лактобациллин: Способы их приготовления, хранения и действия на больных и здоровых / Я. М. Лурье. — Санкт-Петербург: типо-литография К. И. Лингард, 1910. — 31 с.
- Я. М. Лурье. Голосовой аппарат человека. — Санкт-Петербург: Типография «Рассвет», 1912. — 30 с.[18]
- Я. М. Лурье. Доклады о кумысе и кефире на Съезде по улучшению отечественных лечебных заведений, учредителя и владельца Пастеровской фермы в Петрограде Я. М. Лурье. — Петроград: типография Министерства путей сообщения (Товарищества И. Н. Кушнерев и К°), 1915. — 12 с. Перепечатка из «Трудов Съезда по улучшению отечественных лечебных местностей» (Пг., 1915, вып. 3, с. 200—211).